# Protostictinae
Protostictinae – podrodzina ważek z rodziny Platystictidae.
Takson ten zdefiniowali w 2014 roku Dijkstra i współpracownicy, wydzielając na podstawie analiz molekularnych część rodzajów z podrodziny Platystictinae.
Do Protostictinae należą następujące rodzaje:
- Drepanosticta Laidlaw, 1917
- Protosticta Selys, 1885
- Sulcosticta van Tol, 2005
- Telosticta Dow & Orr, 2012

Rodzajem typowym podrodziny jest Protosticta.